# Thiès Ouest
Thiès Ouest est l'une des trois communes d'arrondissement de la ville de Thiès, dans l'ouest du Sénégal.
Elle a été créée en novembre 2008.
C'est le chef-lieu de l'arrondissement de Thiès Sud.